# Галерея современного искусства (Глазго)
Галерея современного искусства англ. Gallery of Modern Art — главный музей современного искусства в Глазго (Шотландия). В галерее представлены работы местных и иностранных художников, проводятся выставки и семинары.

## История
Галерея современного искусства, открытая в 1996 году, расположена в неоклассическом здании на Королевской биржевой площади в самом центре Глазго. Оно было построено в 1778 году в качестве особняка Уильяма Каннингема из Лейншоу, богатого табачного лорда Глазго, сделавшего своё состояние на треугольной работорговле. С того времени здание претерпело ряд различных изменений. Сначала оно было куплено в 1817 году Королевским банком Шотландии, который позже переехал на Бьюкенен-стрит; после чего оно стало Королевской биржей. Тогда же оно было реконструировано под руководством архитектора Дэвида Гамильтона, в 1827—1832 годах. Были добавлены коринфские колонны к фасаду, выходящему на Куин-стрит, высокий купол и большой зал в задней части старого дома.
В 1954 году в это здание была перенесена библиотека Стирлинга. Когда же она вернулась на своё прежнее место на Миллер-стрит, здание на площади было реконструировано для того, чтобы разместить у себя городскую коллекцию современного искусства.

## Описание
С момента своего открытия в 1996 году галерея приняла уже несколько миллионов посетителей. Она имеет специальную общедоступную студию для образования, облегчающую проведение семинаров и бесед с художниками, а в подвале — специализированную библиотеку. В здании также есть кафе, бесплатные интернет-терминалы, мультимедиа и общие помещения для выдачи книг. Коллекция музея включает работы Дэвида Хокни, Себастьяна Салгаду и Энди Уорхола, а также шотландских художников, таких как Джон Беллани и Кен Карри.
Зеркальный фронтон на внешней стороне здания выполнен художником Ники де Сен-Фаллем в 1996 году и известен как Tympanum. Авторству Сен-Фалля также принадлежит зеркальный вестибюль в галерее.
Перед галереей, на тротуаре Куин-стрит, воздвигнута конная статуя герцога Веллингтона, сделанная Карло Марочетти в 1844 году.